# Daniel O'Neill (editor)

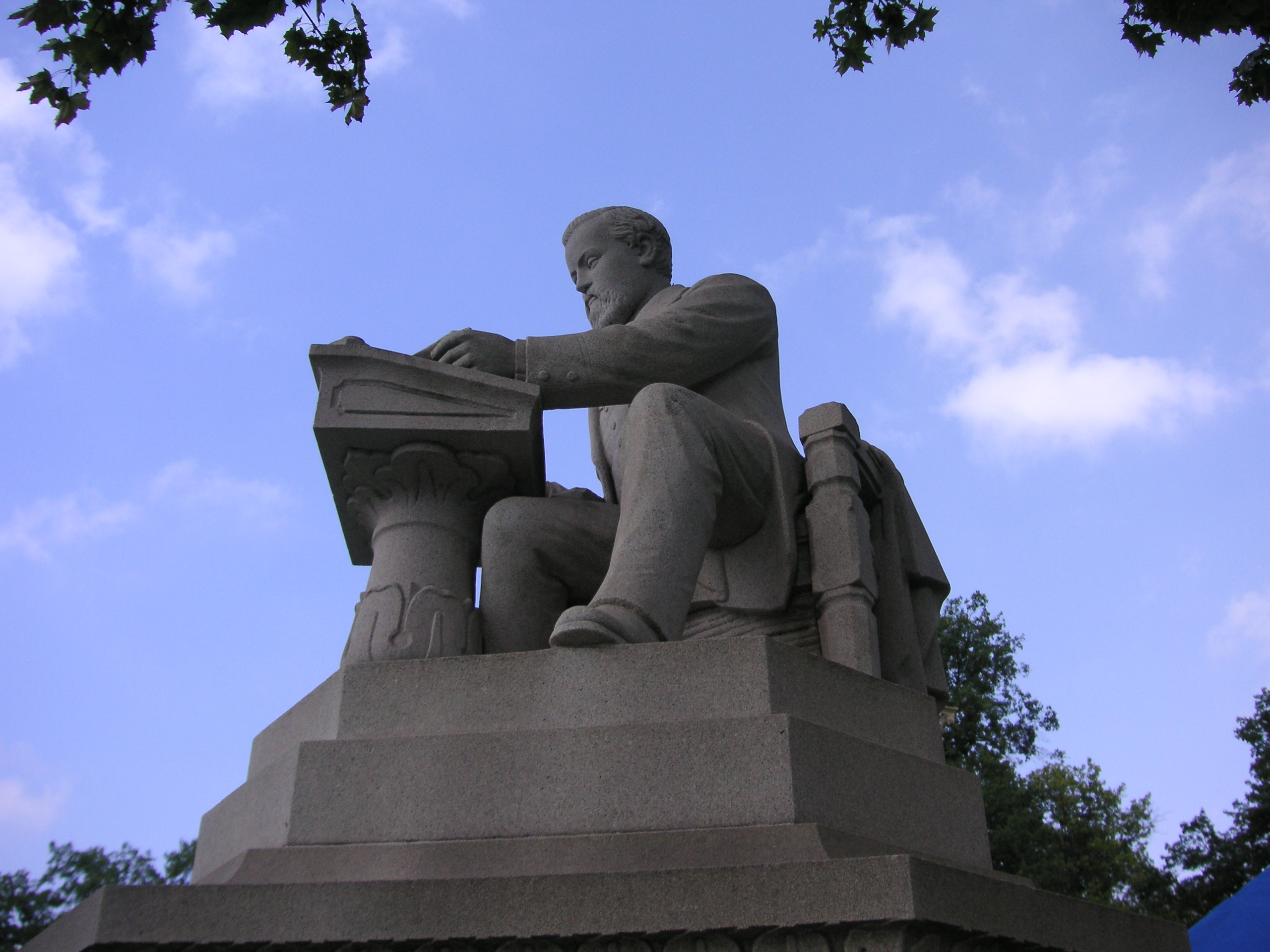
Memorial a Daniel O'Neill

Daniel O'Neill (1830 - 30 de janeiro de 1877) foi um editor jornalístico norte-americano de origem irlandesa. Ele emigrou para os Estados Unidos da Irlanda em 1851, estabelecendo-se em Pittsburgh, PA. Ele se tornou editor e proprietário do jornal Pittsburgh Dispatch junto com seu irmão Eugene O'Neill.